# ميستيثو فنزويلا
مورينو هم شعب فنزويلي ناتج عن مزيج من الأوروبيين والأمريكيين الهنود والأفارقة.
وفقًا لإحصاء عام 2011،وصل عدد الذين يعرفون باسم مورينو إلى 51.6٪ من سكان فنزويلا.
في دراسة وراثية جزيئية للحمض النووي أجريت في عام 2008 من قبل جامعة برازيليا (UNB)، حيث أظهر تكوين مجموعة الجينات الفنزويلية تمثيل المساهمة أوروبية بنسبة 61 ٪، ومساهمة محلية بنسبة 23 ٪، ومساهمة أفريقية بنسبة 16 ٪.

## التعداد
يصنف تعداد فنزويلا السكان على النحو التالي:
- أسود[4]
- السلالة الإفريقية[4]
- مورينو[4]
- البيض[4]
- عرقيات أُخرى[4]

وفقًا للتعداد السكاني، فإن تعريف مورينو هو: «كل شخص تكون خصائصه المظهرية أقل وضوحًا أو واضحة من الشخص الذي يعرف بأنه أسود أو أسود. وهو مصطلح يمكن استخدامه في بعض السياقات لتخفيف الآثار التمييزية لكونه شخص أسود».